# 1264 Letaba
Az 1264 Letaba (ideiglenes jelöléssel 1933 HG) a Naprendszer kisbolygóövében található aszteroida. Cyril Jackson fedezte fel 1933. április 21-én, Johannesburgban.